# Ar-Rams
Ar-Rams – miasto, około 25 km na północ od Ras al-Chajma w Zjednoczonych Emiratach Arabskich. Jest to istotne pod względem historycznym miasto, w obrębie którego dochodziło do licznych starć z Brytyjczykami. Liczy około 2500 mieszkańców, większość z nich pochodzi z plemienia al-Tunajdżi.